# Майкл Джадж
Майкл Джадж (англ. Michael Judge, нар.1 січня 1975) — ірландський колишній професіональний гравець в снукер. Півфіналіст Гран-прі 2004 року.

## Кар'єра
На відміну від інших відомих ірландських снукеристів, Майкл Джадж жодного разу не ставав переможцем рейтингового турніру. Його найкращим результатом досі залишається півфінал Гран-прі 2004 року. Він виходив до 1/16 фіналу  чемпіонату світу тричі, а найкращим досягненням на цьому турнірі є 1/8 фіналу в 2001 році, коли він програв іншому ірландцеві, Кену Догерті. 
У 2008 році, на відкритому чемпіонаті Уельсу Майкл Джадж переміг Найджела Бонда та Грема Дотта з однаковим рахунком — 5 : 4, перш ніж програти Стівену Лі, 2:5.
За підсумками сезону 2010/11 Джадж посів 89 місце в рейтингу і вибув з мейн-туру.

## Досягнення в кар'єрі
- Гран-прі півфінал — 2004